# Linaria supina
Linaria supina là một loài thực vật có hoa trong họ Mã đề. Loài này được (L.) Chaz. mô tả khoa học đầu tiên năm 1789.

## Hình ảnh

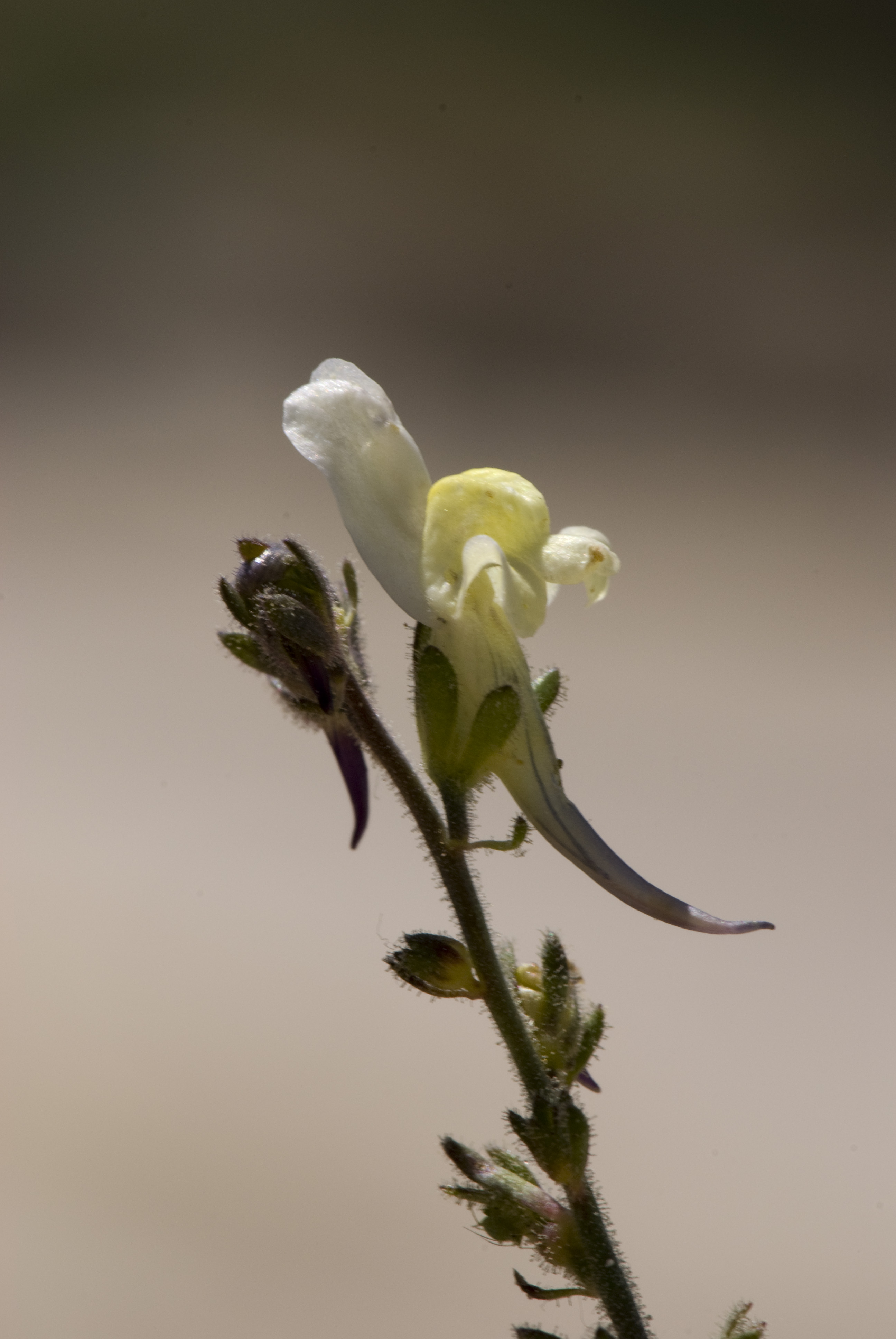
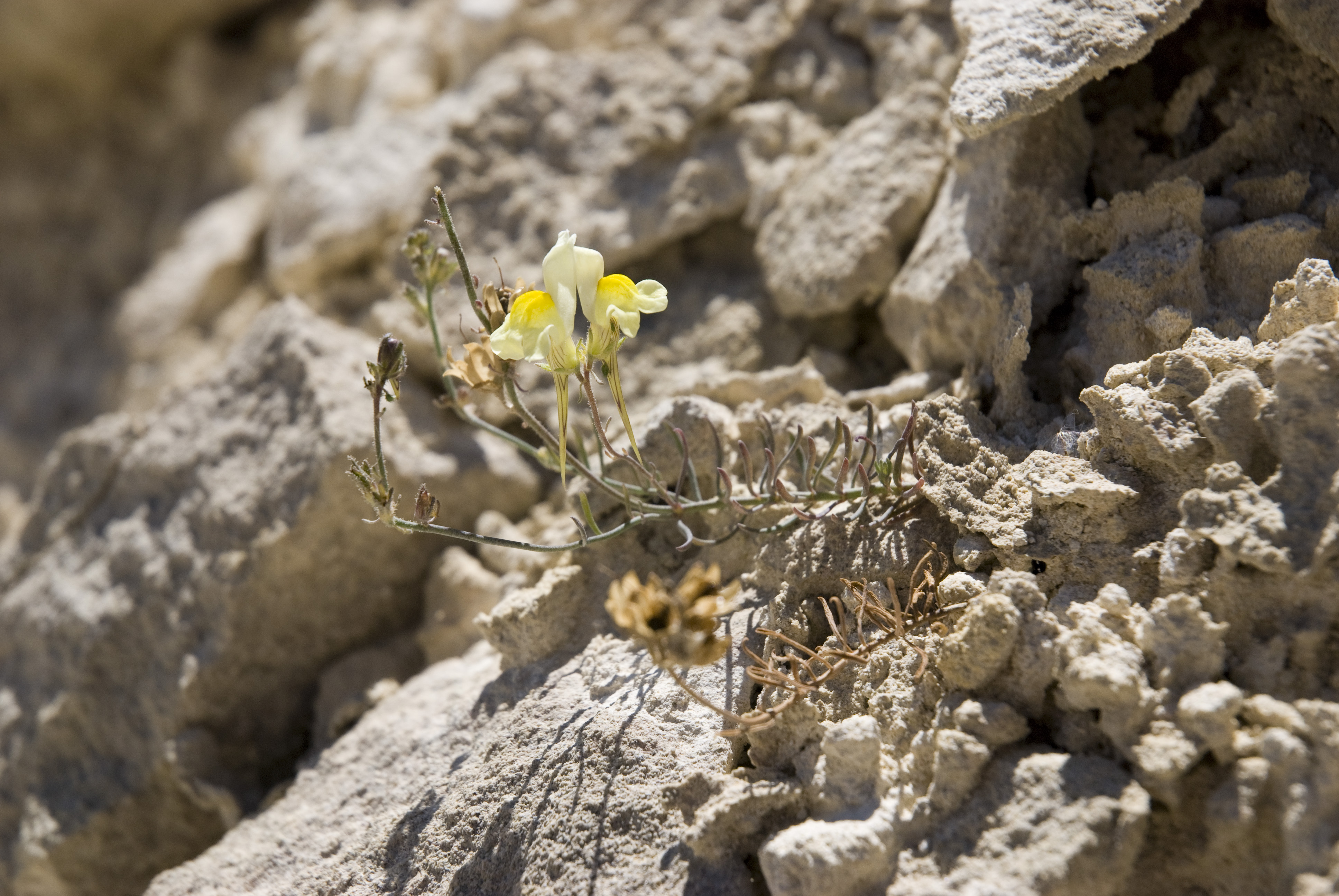
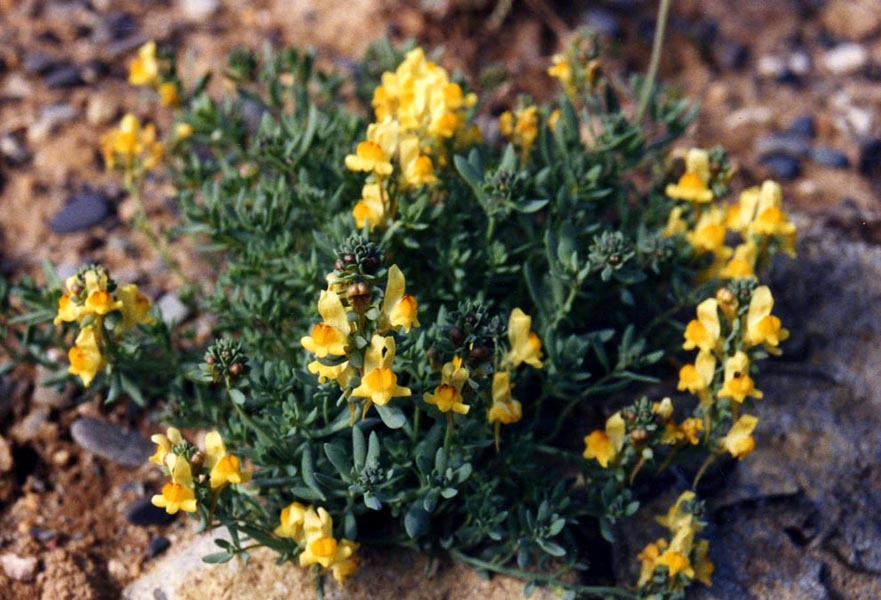
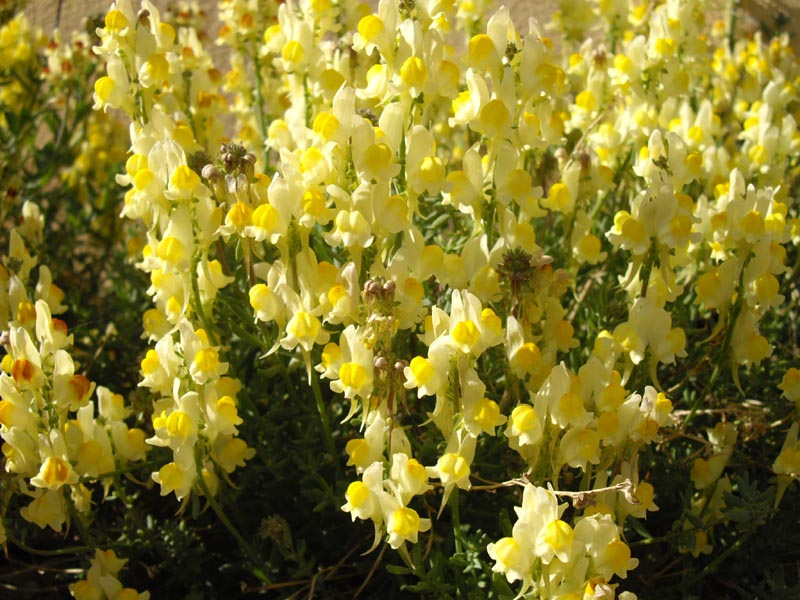